# Sýrie na Letních olympijských hrách 1980
Sýrie se účastnila Letní olympiády 1980 v Moskvě. Zastupovalo jí 67 sportovců (65 mužů a 2 ženy) v 7 sportech. Nejmladším účastníkem byl zápasník Mohamed Moutei Nakdali, nejstarším sportovní střelec Adnan Houjeij. Výprava nezískala žádnou medaili.